# Samuel Farrow

Samuel Farrow

Samuel Farrow (* 1759  in Colony of Virginia; † 18. November 1824 in Columbia, South Carolina) war ein US-amerikanischer Politiker. Zwischen 1813 und 1815 vertrat er den Bundesstaat South Carolina im US-Repräsentantenhaus.

## Werdegang
Sowohl das genaue Geburtsdatum als auch der Geburtsort von Samuel Farrow sind unbekannt. Im Jahr 1765 zog er mit seinem Vater nach South Carolina, wo sie sich in der Gegend um Spartanburg niederließen. Während des Unabhängigkeitskrieges war er Soldat in der Kontinentalarmee. Nach einem Jurastudium und seiner im Jahr 1793 erfolgten Zulassung als Rechtsanwalt begann er in Spartanburg in seinem neuen Beruf zu praktizieren. Außerdem war er in der Nähe von Cross Anchor in der Landwirtschaft tätig.
Farrow war Mitglied der Demokratisch-Republikanischen Partei. Zwischen 1810 und 1812 fungierte er als Vizegouverneur von South Carolina. Bei den Kongresswahlen des Jahres 1812 wurde er im achten Wahlbezirk von South Carolina in das US-Repräsentantenhaus in Washington, D.C. gewählt, wo er am 4. März 1813 die Nachfolge von Elias Earle antrat. Da er im Jahr 1814 auf eine weitere Kandidatur verzichtete, konnte er bis zum 3. März 1815 nur eine Legislaturperiode im Kongress absolvieren, die von den Ereignissen des Britisch-Amerikanischen Krieges geprägt war.
Nach seiner Zeit im Repräsentantenhaus arbeitete Samuel Farrow wieder als Anwalt und in der Landwirtschaft. In den Jahren 1816 bis 1819 sowie nochmals von 1822 bis 1823 war er Abgeordneter im Repräsentantenhaus von South Carolina. Er starb am 18. November 1824 in Columbia und wurde auf seiner Plantage im Spartanburg County beigesetzt.